# 刘同圻
刘同圻（1899年—1965年），男，浙江宁波人，中国园艺学专家。第三届全国人大代表。

## 生平
1923年毕业于南京金陵大学农学系。曾在美国加州大学留学，1924年获得园艺学硕士学位。回国后在宁波开办罐头厂。1941年任广西大学农学院教授兼园艺系主任。1944年任成都金堂铭贤学院教授。1946年在江苏教育学院任教授兼农学系主任。1950年调至河南农学院，历任果蔬教研组主任、农学系主任、园艺系主任。同时任河南省政协委员、河南省林学会副理事长。主要著作有《农作》（共4册）、《实用蔬菜加工学》等。
1965年2月3日在郑州去世。